# پلاونا (نگوتین)
پلاونا (به صربی: Plavna) یک منطقهٔ مسکونی در صربستان است که در نگوتین واقع شده‌است. پلاونا ۹۵۳ نفر جمعیت دارد.